# CKYQ-FM
CKYQ-FM, sidentifiant en ondes sous Hit Country 95,7, est une station de radio québécoise propriété du groupe Arsenal Media] à la fréquence 95,7 MHz d'une puissance de 1 000 watts. Elle rayonne dans les régions des Bois-Francs via ses studios de Victoriaville et Plessisville.
La station propose une programmation originale à 100 % de musique new country. La station qui s'adresse à une clientèle adulte 25+ et fait partie du premier réseau de radio québécois entièrement consacré à la musique de type country.
Les émissions locales produites par Hit Country 95,7 offrent une place importante à l'actualité locale ainsi qu'aux gens qui la composent au quotidien.

## Historique de la station

Ancien logo.

1972 : Entrée en ondes de CKTL 1 410 kHz sur la bande AM, alors propriété de François Labbé et le Réseau des Appalaches.
1990 : La station est vendue à la Société Radio Média et son propriétaire Jean-Pierre Martel qui était l'un des employés à l'ouverture de la station en 1972.
1991 : Stéphane Dion et Michel Roux deviennent partenaires avec Jean-Pierre Martel de la Société Radio Média.
1992 : Stéphane Dion achète les actions de Michel Roux.
1992 : CKTL 1420 AM quitte le Réseau des Appalaches pour se joindre comme station affiliée au réseau RadioMutuel.
1995 : La Société Radio média dépose une demande au CRTC pour passer de la bande AM à la bande FM.
1996 : En mars, c’est l’entrée en ondes de CKYQ 95,7 sous le nom de KYQ 95,7 sous le slogan Au rythme de vos émotions!
1997 : Stéphane Dion et Gatétan Ruel achètent les actions de Jean-Pierre Martel et contrôlent la Société Radio Média.
1998 : Pendant la tempête de verglas, KYQ 95,7 est présent sur le terrain et lors des nombreuses conférences de presse pour informer les gens de la région sur les mesures d'urgence. Le conseil municipal de la Ville de Victoriaville reconnaîtra quelques semaines après, lors d'une séance régulière du conseil, le travail effectué par l'équipe de KYQ 95,7.
1998 : KYQ 95,7 reçoit le panthéon de la jeune entreprise de l'année lors du Panthéon de la performance de la Chambre de commerce des Bois-Francs.
2000 : Ouverture d'un studio dans les locaux du Cinéma Laurier au centre-ville de Victoriaville.
2007 : KYQ 95,7 devient le radiodiffuseur officiel des Tigres de Victoriaville de la LHJMQ.
2012 : La société radio Média propriété de Stéphane Dion et Gaétan Ruel est vendue à Attraction Radio.
2015 : KYQ 95,7 la fréquence plaisir devient La radio des tops!
2018 : Attraction Radio devient Arsenal Media.
2019 : KYQ 95,7 devient Hit Country 95,7. Elle est la première station du premier réseau de musique country au Québec.